# غرايم لو
غرايم لو (بالإنجليزية: Graeme Law)‏ (6 أكتوبر 1984 بكيركالدي في المملكة المتحدة - ) هو لاعب كرة قدم بريطاني في مركز الدفاع. شارك مع منتخب اسكتلندا تحت 19 سنة لكرة القدم. أما مع النوادي، فقد لعب مع نادي دندي ونادي يورك سيتي ونورثويتش فيكتوريا ونادي ستاليبريدج سيلتيك ونادي تاموورث وFarsley Celtic F.C. ‏.

## وصلات خارجية
- غرايم لو على موقع قاعدة بيانات كرة القدم.إي يو (الإنجليزية)
- غرايم لو على موقع Soccerbase.com (لاعب) (الإنجليزية)